# 丝绸之路好声音
丝绸之路好声音 （維吾爾語：يىپەك يولى ساداسى‎，拉丁维文：Yipek Yoli Sadasi）是中国新疆的一个音乐类选秀电视节目，以维吾尔语广播。该节目在新疆艺术学院大礼堂录制，在新疆九台播出。该节目为第一个使用维吾尔语的电视歌唱比赛，于2014年10月31日开始播送后收到热捧。甚至有通晓维吾尔语的美国留学生参加选秀。